# توغياك
توغياك (بالإنجليزية: Togiak, Alaska)‏ هي مدينة تقع في ولاية ألاسكا في الولايات المتحدة. تبلغ مساحة هذه المدينة 591.7 (كم²)، وترتفع عن سطح البحر 1 م، بلغ عدد سكانها 821 نسمة في عام 2010 حسب إحصاء مكتب تعداد الولايات المتحدة.

## التركيبة السكانية
حدّد مكتب تعداد الولايات المتحدة بيانات التركيبة السكانية لتوغياك في تعداد الولايات المتحدة. في ما يلي، التركيبة السكانية حسب تعدادي 2000 و2010.

### تعداد عام 2000
بلغ عدد سكان توغياك 809 نسمة بحسب تعداد عام 2000، وبلغ عدد الأسر 202 أسرة وعدد العائلات 164 عائلة مقيمة في المدينة. في حين سجلت الكثافة السكانية 1.4 نسمة لكل كيلومتر مربع (3.6/ميل2). وبلغ عدد الوحدات السكنية 221 وحدة بمتوسط كثافة قدره 0.4 لكل كيلومتر مربع (1.0/ميل2).
وتوزع التركيب العرقي للمدينة بنسبة 6.92% من البيض و0.12% من الأمريكيين الأفارقة و86.28% من الأمريكيين الأصليين و0.25% من الأعراق الأخرى و6.43% من عرقين مختلطين أو أكثر و1.11% من الهسبانيون أو اللاتينيون من أي عرق.
بلغ عدد الأسر 202 أسرة كانت نسبة 66.3% منها لديها أطفال تحت سن الثامنة عشر تعيش معهم، وبلغت نسبة الأزواج القاطنين مع بعضهم البعض 56.4% من أصل المجموع الكلي للأسر، ونسبة 16.8% من الأسر كان لديها معيلات من الإناث دون وجود شريك، بينما كانت نسبة 7.9% من الأسر لديها معيلون من الذكور دون وجود شريكة وكانت نسبة 18.8% من غير العائلات. تألفت نسبة 15.3% من أصل جميع الأسر من عدة أفراد يعيشون في نفس المنزل ونسبة 2.5% كانت تتألف من شخص يعيش بمفرده يبلغ من العمر 65 عاماً أو أكثر. وبلغ متوسط حجم الأسرة المعيشية 4.00، أما متوسط حجم العائلات فبلغ 4.50.
بلغ العمر الوسطي للسكان 23.4 عاماً. وكانت نسبة 42.8% من القاطنين تحت سن الثامنة عشر، وكانت نسبة 9% بين الثامنة عشر والرابعة والعشرين عاماً، ونسبة 26.1% كانت واقعةً في الفئة العمرية ما بين الخامسة والعشرين والرابعة والأربعين عاماً، ونسبة 15.1% كانت ما بين الخامسة والأربعين والرابعة والستين، ونسبة 7% كانت ضمن فئة الخامسة والستين عاماً فما فوق. يوجد لكل 100 أنثى 101.2 ذكر، ويوجد لكل 100 أنثى في الثامنة عشر من عمرها فما فوق 111.4 ذكر.
بلغ متوسط دخل الأسرة في المدينة 23,977 دولارًا، أما متوسط دخل العائلة فبلغ 28,500 دولارًا. وكان متوسط دخل الذكور 36,250 دولارًا مقابل 34,063 دولارًا للإناث. وسجل دخل الفرد الخاص بالمدينة 9,676 دولارًا. وكانت نسبة 32.5% من العائلات ونسبة 29.9% من السكان تحت خط الفقر، وكان من هؤلاء نسبة 32.3% تحت سن الثامنة عشر ونسبة 8.7% في الخامسة والستين من العمر وما فوق.

### تعداد عام 2010
بلغ عدد سكان توغياك 817 نسمة بحسب تعداد عام 2010، وبلغ عدد الأسر 231 أسرة وعدد العائلات 179 عائلة مقيمة في المدينة. في حين سجلت الكثافة السكانية 1.4 نسمة لكل كيلومتر مربع (3.6/ميل2). وبلغ عدد الوحدات السكنية 261 وحدة بمتوسط كثافة قدره 0.4 لكل كيلومتر مربع (1.0/ميل2).
وتوزع التركيب العرقي للمدينة بنسبة 5.51% من البيض و0.24% من الأمريكيين الأفارقة و77.97% من الأمريكيين الأصليين و0.12% من سكان جزر المحيط الهادئ و0.24% من الأعراق الأخرى و15.91% من عرقين مختلطين أو أكثر و1.84% من الهسبانيون أو اللاتينيون من أي عرق.
بلغ عدد الأسر 231 أسرة كانت نسبة 59.3% منها لديها أطفال تحت سن الثامنة عشر تعيش معهم، وبلغت نسبة الأزواج القاطنين مع بعضهم البعض 41.6% من أصل المجموع الكلي للأسر، ونسبة 27.7% من الأسر كان لديها معيلات من الإناث دون وجود شريك، بينما كانت نسبة 8.2% من الأسر لديها معيلون من الذكور دون وجود شريكة وكانت نسبة 22.5% من غير العائلات. تألفت نسبة 19.5% من أصل جميع الأسر من عدة أفراد يعيشون في نفس المنزل ونسبة 2.2% كانت تتألف من شخص يعيش بمفرده يبلغ من العمر 65 عاماً أو أكثر. وبلغ متوسط حجم الأسرة المعيشية 3.54، أما متوسط حجم العائلات فبلغ 4.05.
بلغ العمر الوسطي للسكان 24.5 عاماً. وكانت نسبة 38.8% من القاطنين تحت سن الثامنة عشر، وكانت نسبة 12.1% بين الثامنة عشر والرابعة والعشرين عاماً، ونسبة 20.4% كانت واقعةً في الفئة العمرية ما بين الخامسة والعشرين والرابعة والأربعين عاماً، ونسبة 21.8% كانت ما بين الخامسة والأربعين والرابعة والستين، ونسبة 6.9% كانت ضمن فئة الخامسة والستين عاماً فما فوق. وتوزع التركيب الجنسي للسكان بنسبة 52% ذكور و48% إناث.

## وصلات خارجية
- Community Information